# Pins-Justaret
Pins-Justaret (okzitanisch: Pins e Justaret) ist eine französische Gemeinde mit 4377 Einwohnern (Stand: 1. Januar 2022) im Département Haute-Garonne in der Region Okzitanien. Pins-Justaret gehört zum Arrondissement Muret und zum Kanton Portet-sur-Garonne. Die Bewohner werden Pins-Justarétois(es) genannt.

## Geographie
Pins-Justaret liegt etwa 16 Kilometer südöstlich von Toulouse am Fluss Ariège. Umgeben wird Pins-Justaret von den Nachbargemeinden Pinsaguel im Norden, Lacroix-Falgarde im Nordosten, Goyrans im Osten, Labarthe-sur-Lèze im Süden und Südosten, Villate im Südwesten, Saubens im Westen und Roquettes im Nordwesten. 
Durch die Gemeinde führt die frühere Route nationale 20.

## Bevölkerungsentwicklung
| Jahr                      | 1962 | 1968 | 1975 | 1982 | 1990 | 1999 | 2006 | 2011 | 2019 |
| Einwohner                 | 378  | 577  | 998  | 2021 | 3303 | 3915 | 4297 | 4430 | 4218 |
| Quelle: Cassini und INSEE |      |      |      |      |      |      |      |      |      |

## Sehenswürdigkeiten
- Kirche Sainte-Barbe

## Gemeindepartnerschaften
Mit der italienischen Gemeinde Cordignano in der Provinz Treviso (Venetien) besteht seit 2004 eine Partnerschaft.